# Dongfeng Fengshen Yixuan GS

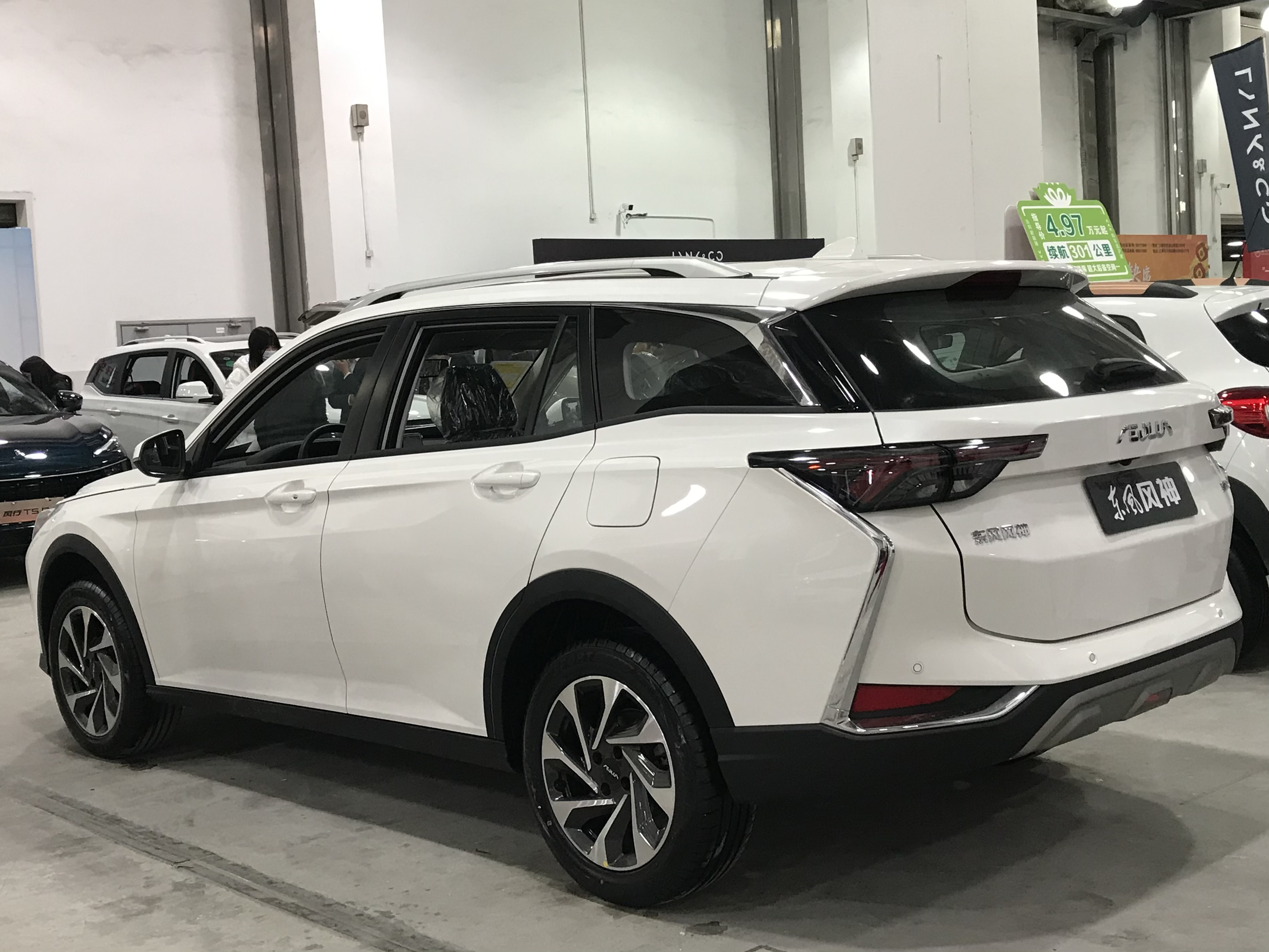
Heckansicht

Der Dongfeng Fengshen Yixuan GS ist ein Sport Utility Vehicle der zur Dongfeng Motor Corporation gehörenden Submarke Dongfeng Fengshen.

## Geschichte
Erstmals vorgestellt wurde das Fahrzeug noch als Yixuan RV im Mai 2020. Einen Monat später kam es auf dem chinesischen Heimatmarkt in den Handel.

## Technik
Der Yixuan GS baut wie auch schon die Limousine Dongfeng Fengshen Yixuan auf der CMP-Plattform der Groupe PSA auf.
Angetrieben wird das SUV von den aus dem Yixuan bekannten Ottomotoren. Das Automatikgetriebe für den Einliter-Dreizylinder ist allerdings nicht erhältlich. Eine batterieelektrisch angetriebene Variante wurde angekündigt.
|                                             | 200T                          | 1.5                              | 230T                             | 1.5T                             |
| Bauzeitraum                                 | 06/2020–03/2023               | seit 03/2023                     | 06/2020–03/2023                  | seit 03/2023                     |
| Motorkenndaten                              |                               |                                  |                                  |                                  |
| Motortyp                                    | Reihen-Dreizylinder-Ottomotor | Reihen-Vierzylinder-Ottomotor    | Reihen-Vierzylinder-Ottomotor    | Reihen-Vierzylinder-Ottomotor    |
| Motoraufladung                              | Turbolader                    | —                                | Turbolader                       | Turbolader                       |
| Hubraum                                     | 999 cm³                       | 1496 cm³                         | 1460 cm³                         | 1476 cm³                         |
| max. Leistung bei min−1                     | 92 kW (125 PS) / 5500         | 92 kW (125 PS) / 6000            | 110 kW (150 PS) / 5500           | 145 kW (197 PS) / 5200           |
| max. Drehmoment bei min−1                   | 196 Nm / 1500–4500            | 158 Nm / 4500                    | 230 Nm / 1800–4000               | 300 Nm / 2000–4000               |
| Kraftübertragung                            |                               |                                  |                                  |                                  |
| Antrieb, serienmäßig                        | Vorderradantrieb              | Vorderradantrieb                 | Vorderradantrieb                 | Vorderradantrieb                 |
| Getriebe, serienmäßig                       | 5-Gang-Schaltgetriebe         | 6-Stufen-Doppelkupplungsgetriebe | 6-Stufen-Doppelkupplungsgetriebe | 6-Stufen-Doppelkupplungsgetriebe |
| Messwerte                                   |                               |                                  |                                  |                                  |
| Höchstgeschwindigkeit                       | 180 km/h                      | 165 km/h                         | 190 km/h                         | 190 km/h                         |
| Beschleunigung, 0–100 km/h                  | k. A.                         | k. A.                            | k. A.                            | k. A.                            |
| Kraftstoffverbrauch auf 100 km (kombiniert) | 5,8 l Super                   | 6,0 l Super                      | 6,7 l Super                      | 6,0 l Super                      |
| Leergewicht                                 | 1285 kg                       | 1314 kg                          | 1345 kg                          | 1330 kg                          |
| Abgasnorm                                   | China VI                      | China VI                         | China VI                         | China VI                         |